# Beskatulyázás
A beskatulyázás az a folyamat, amikor egy vezető vagy egy közösség beosztottját vagy tagját annak viselkedése vagy akár csak egyetlen cselekedete, megjelenése, beszédje, származása alapján besorolja valahová, és ezt a besorolást az alany sehogy vagy csak nagy nehezen tudja megváltoztatni, az adott közösségben mindig is úgy fogják kezelni, mint ahogy a véleményt megalkották róla.
A véleményalkotás fontos, hiszen ez alapján tudják a csoport tagjai, hogy kivel is állnak szemben. Azonban a merev ragaszkodás a korábbi véleményhez káros, mivel lehet, hogy először félreismerik az illetőt. A véleményt, képet folyamatosan kell az illetőről szerzett tapasztalatokhoz igazítani, és egyre jobban megismerni. Maga a beskatulyázás a beskatulyázó rossz ember- és önismeretére, önbizalomhiányára utal.
A beskatulyázás tipikusan rontja az alany önképét, csökkenti önbizalmát, megfelelési kényszert hozhat létre. Vagy elfogadja azt a skatulyát, amibe zárták, vagy megpróbál bizonyítani, és nagy nehezen megváltoztatni a vele szemben alkotott elvárásokat. Különösen a vezető általi besorolás hajlamos önbeteljesítő jóslatként működni, például ha a gyerek állandóan azt hallja a felnőttektől, hogy rossz gyerek vagy, akkor rossz is lesz. Lásd még: Pygmalion-hatás.
A beskatulyázásra példa, ha a cigány vagy néger értelmiségire úgy tekintenek, mint akinek hivatásszerűen érdekképviselettel kell foglalkoznia, és rosszallják, ha tanít vagy kutat, tudománnyal foglalkozik, mert az nem viszi előre a kisebbség ügyét. Pedig nem biztos, hogy alkalmas az érdekképviselet feladatának ellátására, vagy ezzel tudja a legjobban segíteni a kisebbség helyzetét.
Általános szokás, hogy a színészeket szereptípusokba sorolják, különösen a filmgyártásban, de néha a színpadon is. Így a színészek egymás után hasonló szerepeket játszanak, emiatt előfordulhat, hogy egy színész sokáig nem jut szerephez, mivel egy ritka szereptípus megtestesítőjének tekintik. Ezt a beskatulyázást a közönség is kikényszerítheti, mivel mindig hasonló szerepben akarják látni  a színészt, ezért ő nem próbálhatja ki magát más szerepekben.

## Külső link
https://www.citatum.hu/cimke/beskatulyazas%5B%5D